# ワールドサッカーウイニングイレブン6
『ワールドサッカーウイニングイレブン6』は、コナミ（現コナミデジタルエンタテインメント）より2002年4月25日に発売されたPlayStation 2用ソフト。

## オープニングテーマ エンディングテーマ
「6来る」にちなんで、QUEEN（クイーン (バンド)）のwe will rock you（ウィ・ウィル・ロック・ユー）（オープニング）とwe are the champions（伝説のチャンピオン）（エンディング）。
エンディングは、インターナショナルカップを優勝すると流れる。

## 概要
ウイニングイレブンシリーズの1つ。2002 FIFAワールドカップにあわせて、PlayStation版『ワールドサッカーウイニングイレブン2002、』ゲームボーイアドバンス版『ウイ・イレ』と同時発売された。イメージキャラクターは3機種とも中山雅史。モーションの刷新のほか、入場シーンの演出などが強化され、アルゼンチン、ウルグアイなどの代表選手が新たに実名表示となった。

## ワールドサッカーウイニングイレブン6 ファイナルエヴォリューション
2002年12月12日に発売されたマイナーチェンジ版。日本版のみニンテンドー ゲームキューブ版も発売された。
新たにモーション動作が30%追加されているほか、ブラジルの代表選手が新たに実名表示となった。